# Hedersleben
Hedersleben est une commune allemande de l'arrondissement de Harz, Land de Saxe-Anhalt.

## Géographie
Hedersleben se situe sur la Selke, à l'embouchure avec la Bode.
|           | Gröningen   |           |
| Wegeleben | Hedersleben | Selke-Aue |
| Ditfurt   |             |           |

Hedersleben se trouve sur la Transdev Sachsen-Anhalt.

## Histoire
Hedersleben est mentionné pour la première fois en 978 dans un document d'Otton II du Saint-Empire.
L'abbaye Sainte-Gertrude est fondée en 1253, des nonnes de Helfta s'y installent en 1262. L'église Sainte-Marie devient une église simultanée après l'apparition de la Réforme protestante. En 1713, une église évangélique s'élève sur les lieux du monastère tandis que les catholiques inaugurent une nouvelle église baroque en 1717. L'abbaye ferme en 1810 à la suite du recès de la Diète d'Empire de 1803.